# Сокільська волость
Сокільська волость — адміністративно-територіальна одиниця Кобеляцького повіту Полтавської губернії з центром у містечку Сокілка.
Старшинами волості були:
- 1904 року козак Сергій Онуфрійович Шаня[1];
- 1913 року козак Андрій Андрійович Савченко[2];
- 1915 року козак Юхим Андрійович Дрижд[3].

## Розподіл земель та жителів
Згідно джерела "Волости и важнейшие селения Европейской России" показники волості на 1885 рік:
| В складі волості    | В складі волості | В складі волості | В складі волості | В складі волості       | В складі волості      | В складі волості      | В складі волості          | В складі волості          | В районі                  | В районі                  | В районі                  | В районі                  | В межах волосної території | В межах волосної території | В межах волосної території | В межах волосної території |
| Число               | Число            | Число            | Число            | Населення              | Населення             | Населення             | Кількість землі (десятин) | Кількість землі (десятин) | Кількість землі (десятин) | Кількість землі (десятин) | Кількість землі (десятин) | Кількість землі (десятин) | Кількість землі (десятин)  | Кількість землі (десятин)  | Населення                  | Населення                  |
| сільських товариств | общин            | поселень         | дворів           | за ревізією(чол.статі) | За сімейними списками | За сімейними списками | У селянських володіннях   | У селянських володіннях   | В приватній власності     | В приватній власності     | іншої                     | іншої                     | всій                       | орної                      | чол.статі                  | жіночої статі              |
| сільських товариств | общин            | поселень         | дворів           | за ревізією(чол.статі) | чол.статі             | жіночої статі         | всій                      | орної землі               | всій                      | орної землі               | всій                      | орної                     | всій                       | орної                      | чол.статі                  | жіночої статі              |
| 8                   | 10               | 88               | 1652             | 4594                   | 5694                  | 5950                  | 14749                     | 13151                     | 5439                      | 3473                      | 211                       | 192                       | 20399                      | 16816                      | 5852                       | 6111                       |

## Населені пункти волості
Найважливіші поселення волості станом на 1885 рік:
- Сокілка - містечно при річці Ворскла, дворів - 482, жителів - 3300,  волосне правління, 5 православних церков, 5 постоялих дворів, 2 лавки, базар, ярмарки, 2 водяних та 24 вітряних млина
- Дашкови - хутір, дворів - 35, жителів - 220, православна церква, постоялий двір, лавка, 7 вітряних млинів.
- Дриждови -  хутів, дворів - 7, жителів - 56, церковно-парафіяльна школа, 4 вітряні млини.
- Лучки - село при річці Ворскла, дворів - 191, жителів - 1150, православна церква, постоялий двір, 8 вітряних млинів.
- Ханделіївка - село при річці Ворскла, дворів - 129, жителів - 790, православна церква, 2 постоялих двори, одна ярмарка, 3 водяних та 6 вітряних млинів.

Згідно "Списку населених пунктів Полтавської губернії станом на 1910 рік" до Сокільської волості входило:
1. Біленки х. при с. Хандаліївка, Сокільська волость
2. Бринзи х. (хх. Мартиненка), Сокільська волость
3. Горбенків х. при м. Сокілка, Сокільська волость
4. Горпинки х., Сокільська волость
5. Гришана х. при с. Ханделіївка, Сокільська волость
6. Дашківка с. з х. Дашківка, Сокільська волость
7. Деменки х. при с. Хандаліівка, Сокільська волость
8. Джевели х. при м-ку Сокілка, Сокільська волость
9. Дриждівка с., Сокільська волость
10. Забігайлів х. при с. Дриждівка, Сокільська волость
11. Заворскло передм. при м-ку Сокілка, Сокільська волость
12. Заворскло х. при с. Лучки, Сокільська волость
13. Заріччя х. при с. Лучки, Сокільська волость
14. Кащенки х. при с. Мартинівка, Сокільська волость
15. Кащенки х. при хх. Ляхових, Сокільська волость
16. Краснощоких х. при с. Дашківка, Сокільська волость
17. Кукурівка х. при с. Дашківка, Сокільська волость
18. Лісний х. при хх. Ляхових, Сокільська волость
19. Лучки с. з 3-ма хутор., Сокільська волость
20. Ляхові хх. при них х. Ярин, Сокільська волость
21. Мартиненка х. (Мартинівка с.), Сокільська волость
22. Миколаїв х. (с. Мартинівка), Сокільська волость
23. Новоселівка х. при с. Лучки, Сокільська волость
24. Перегонівка д., Сокільська волость
25. Поділ при м-ку Сокілка, Сокільська волость
26. Попівка д., Сокільська волость
27. Прохватилівка д., Сокільська волость
28. Селище х., Сокільська волость
29. Сокілка м-ко з 3 хут.: Миколаїв, Мозуляни та Маслевий, Сокільська волость
30. Старе Село х., Сокільська волость
31. Фелівка х. при с. Лучках , Сокільська волость
32. Хандаліївка с., Сокільська волость
33. Черкаси х., Сокільська волость